# Micrornebius laem
Micrornebius laem är en insektsart som beskrevs av Sigfrid Ingrisch 2006. Micrornebius laem ingår i släktet Micrornebius och familjen Mogoplistidae. Inga underarter finns listade i Catalogue of Life.